# Remontrance de Vlissingen
La remontrance de Vlissingen, dont une copie est conservée aux archives de New York, et considérée par certains comme un précurseur de la Déclaration des droits des États-Unis, est un texte signé le 27 décembre 1657 par une trentaine d'habitants de la petite ville de Vlissingen, dans la colonie de la Nouvelle-Néerlande, pour demander d'accorder la liberté religieuse aux Quakers dernier gouverneur néerlandais, le frison Pieter Stuyvesant, impopulaire car, régnant de façon autoritaire, et tentant de restreindre la liberté religieuse. Le texte n'est pas imprimé mais transmis à la Cour de la colonie par Tobias Freak et un greffier en prend note.

## Histoire
La Nouvelle-Flessingue, appelée aussi Vlissingen, avait été fondée en 1645 dans la colonie de la Nouvelle-Néerlande, étendue autour de l'île de Manhattan, en obtenant une charte de la Compagnie néerlandaise des Indes occidentales autorisant la liberté de conscience.
Une douzaine d'années après, le 6 août 1657, un navire rempli de missionnaires quakers venus d'Angleterre accoste à Long Island, déclenchant une onde de choc dans la colonie. L'un d'eux, Robert Hodgson, a attiré de grandes foules à ses sermons et en réaction le gouverneur Pieter Stuyvesant le fit arrêter et fouetter. Puis il a également interdit l'organisation de rassemblements des quakers.
Ceux-ci ont continué à se rassembler à Long Island et l'un d'eux, John Bowne, fut exilé par Stuyvesant en 1662 pour avoir organisé une réunion de Quakers dans sa maison mais il a réussi à porter son cas à l'attention des directeurs de la Compagnie des Indes occidentales (WIC) en 1663
À la suite de cette démarche, la WIC a ordonné à Peter Stuyvesant, dans une lettre, de donner à chacun le droit à sa propre religion. L'année suivante, la colonie passait aux mains des Anglais.